# Le Puy Foot 43 Auvergne
Le Puy-en-Velay Football 43 Auvergne (tiếng Pháp: [lə pœj oˈvɛʁɲ]; hay còn gọi Le Puy) là một câu lạc bộ bóng đá Pháp có trụ sở tại Le Puy-en-Velay ở Auvergne. Câu lạc bộ được thành lập năm 1903 với tên gọi AS Le Puy. Kể từ khi thành lập, câu lạc bộ đã đổi tên nhiều lần. Năm 1974, câu lạc bộ đổi tên thành CO Le Puy và 17 năm sau, đổi thành SCO Le Puy. Năm sau đó, Le Puy đổi tên thành USF Le Puy và năm 2009, hợp nhất với câu lạc bộ địa phương khác, AS Taulhac, để thành lập câu lạc bộ tồn tại đến ngày nay. Mặc dù hiện tại là một câu lạc bộ nghiệp dư, Le Puy đã từng thi đấu ở hạng đấu chuyên nghiệp Ligue 2 với 5 mùa giải trong thập niên 1980.

## Đội hình hiện tại
Tính đến 11 tháng 8 năm 2022.
Ghi chú: Quốc kỳ chỉ đội tuyển quốc gia được xác định rõ trong điều lệ tư cách FIFA. Các cầu thủ có thể giữ hơn một quốc tịch ngoài FIFA.
| Số | VT | Quốc gia | Cầu thủ                            |
| -- | -- | -------- | ---------------------------------- |
| 1  | TM | Pháp     | Fabien Boulamoy                    |
| 2  | HV | Pháp     | Pierre Legrand                     |
| 3  | HV | Pháp     | Grégoire Amiot                     |
| 4  | HV | Pháp     | Djessine Seba                      |
| 5  | HV | Pháp     | Baptiste Guyot                     |
| 6  | TV | Pháp     | Teddy Bouriaud                     |
| 7  | TĐ | Pháp     | Jérémy Grain                       |
| 8  | TV | Pháp     | Adel Lembezat                      |
| 9  | TĐ | Pháp     | Ottman Dadoune                     |
| 10 | TĐ | Pháp     | Maxence Fournel                    |
| 11 | HV | Sénégal  | Mamadou N'Diaye                    |
| 12 | HV | Pháp     | Tom Duponchelle                    |
| 13 | HV | Mali     | Bourama Diarra (cho mượn từ Reims) |

| Số | VT | Quốc gia          | Cầu thủ                                 |
| -- | -- | ----------------- | --------------------------------------- |
| 14 | TĐ | Tunisia           | Mohamed Ben Fredj (cho mượn từ Auxerre) |
| 15 | TV | Cameroon          | Arsène Elogo                            |
| 16 | TM | Pháp              | Pascal Michelizzi                       |
| 17 | HV | Pháp              | Pierre Zaidan                           |
| 18 | TĐ | Cameroon          | Bertrand Fourrier                       |
| 19 | HV | Pháp              | Yannis M'Bemba (cho mượn từ Nantes)     |
| 22 | HV | Pháp              | Alex Marchadier                         |
| 23 | TV | Guyane thuộc Pháp | Loïc Baal                               |
| 25 | TV | Pháp              | Alexis Mané                             |
| 26 | TV | Pháp              | Tim Jabol                               |
| 27 | TV | Pháp              | Jules Meyer                             |
| 30 | TM | Pháp              | Yan Marillat                            |
| 40 | TM | Pháp              | Jonathan Millieras                      |